# 탑캣: 뉴욕 대소동
《탑캣: 뉴욕 대소동》(스페인어: Don Gato y su pandilla)은 2011년 애니메이션 영화이다.